# Uroš Predić
Uroš Predić (en serbe cyrillique : Урош Предић ; né le 7 décembre 1857 à Orlovat et mort le 11 février 1953 à Belgrade) était un peintre réaliste serbe, l'un des plus importants avec Paja Jovanović. 
Predić est peut-être surtout connu pour ses compositions historiques monumentales, comme la Косовка девојка/Kosovka devojka (La Demoiselle du Kosovo). Il prit souvent comme sujet l'histoire médiévale serbe.

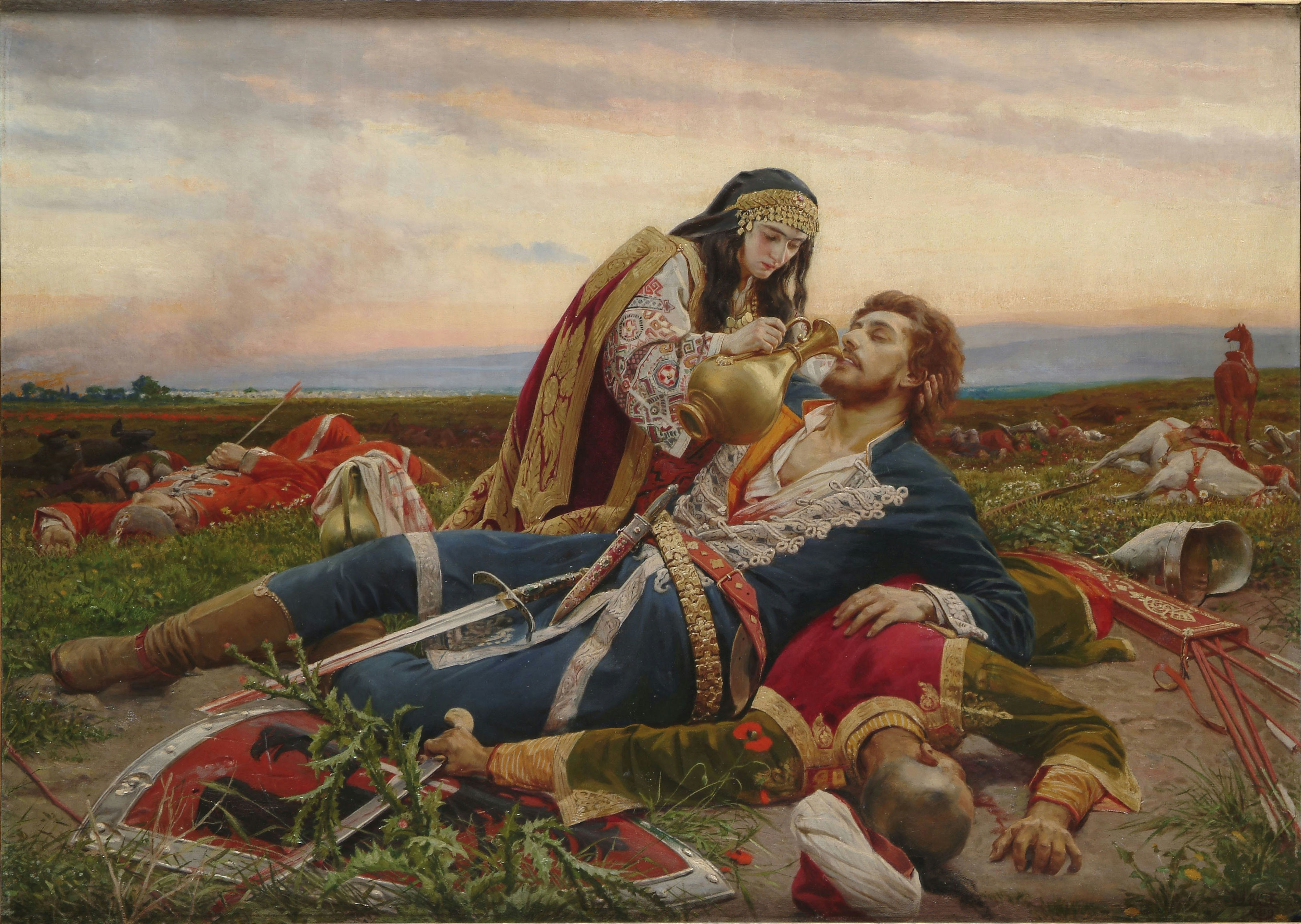
La Demoiselle du Kosovo, 1919

Il a également peint un grand nombre de portraits. 
Il entretient une relation amoureuse pendant plusieurs années avec Vukosava Velimirović. 